# Lengua universal de Sotos Ochando
La Lengua Universal (también conocida como Bonifanciano, así llamada por el lingüista Paulo Rónai) es una lengua artificial de tipo filosófico desarrollada por el sacerdote español Bonifacio Sotos Ochando en 1845 y presentada en 1852.
Aunque no hay datos que indiquen que haya tenido muchos hablantes, fue oscurecida por la introducción del Volapük, el Esperanto y demás lenguas artificiales posteriores; en la actualidad solo existen datos que describen la gramática y sus características generales.

## Algunas características
Declinación del artículo "La", utilizado por Ochando como preposición (plural invariable):
- Nominativo: la
- Acusativo: le
- Dativo: li
- Genitivo: lo
- Vocativo: lu

Ochando emplea como artículos las palabras al, el, il y ol, cuya función es distinguir semanticamente los sustantivos:
- al se refiere a nombres propios: al Sócrates (Sócrates);
- el se refiere al nombre genérico: el ibabe riabirben epegen (El hombre es mortal);
- il se refiere al nombre indefinido usado como definido: il Nilfa pefolborbin (El cura bendijo la mesa);
- ol se refiere al nombre indefinido: al Juan jiegarbin ol elcaboz (Juan venderá patatas);

Derivación de palabras a partir de una raíz: Aba = elemento, Ababa = oxígeno; Ababe = hidrógeno. Abati, abato, abatu, abaca, abace y abaci son también nombres de elementos químicos.
Declinaciones para el sustantivo (se puede no declinar el sustantivo cuando está acompañado de artículo):
Singular
- Nominativo: -al
- Acusativo: -el
- Dativo: -il
- Genitivo: -ol
- Vocativo: -ul

Plural
- Nominativo: -alz
- Acusativo: -elz
- Dativo: -ilz
- Genitivo: -olz
- Vocativo: -ulz

Declinaciones para los adjetivos (se puede elegir prefijo o sufijo):
Singular
- Nominativo: na- o -an
- Acusativo: ne- o -en
- Dativo: ni- o -in
- Genitivo: no- o -on
- Vocativo: nu- o -un

Plural
- Nominativo: na- -z o -anz
- Acusativo: ne- -z o -enz
- Dativo: ni- -z o -inz
- Genitivo: no- -z o -onz
- Vocativo: nu- -z o -unz

Números del uno al diez: siba, sibe, sibi, sibo, sibu, sibra, sibre, sibri, sibro, sibru.
Algunos ejemplos de palabras y sus derivaciones: imaba, edificio; imaca, serrallo; image, hospital; imafo, lazareto; imarri, casa; imaru, quinta; imedo, poste; imede, pilar; imego, suelo; imela, techo; imogo, ventana; bire, encuadernador; birer, encuadernar.